# Фолометов, Василий Васильевич
Василий Васильевич Фолометов (1886 — не ранее 1943) — участник Белого движения на Юге России, командир донских казачьих частей, полковник. 

## Биография
Казак станицы Казанской Донецкого округа Области Войска Донского. Образование получил в Усть-Медведицком духовном училище.
В 1904 году поступил вольноопределяющимся в 1-й Донской казачий полк, а оттуда — в Новочеркасское казачье юнкерское училище, дважды отчислялся. В 1910 году окончил курс училища по 2-му разряду и выпущен был хорунжим в 11-й Донской казачий полк.
С началом Первой мировой войны был переведен в 37-й Донской казачий полк. Произведен в сотники 5 октября 1914 года «за выслугу лет». Командовал конно-саперной командой и сотней. За боевые отличия был награждён всеми орденами до ордена Св. Владимира 4-й степени. Произведен в подъесаулы 19 ноября 1915 года «за отличия в делах против неприятеля», в есаулы — 4 октября 1916 года «за отличия в делах против неприятеля».
В начале 1918 года принимал активное участие в Верхне-Донском восстании. В Гражданскую войну участвовал в Белом движении в составе Донской, а затем Русской армии. 31 мая 1918 года был произведен в войсковые старшины и назначен командиром отряда из двух сотен. В июне 1918 года был назначен командиром Еланско-Букановского полка, а затем помощником командира Гундоровского Георгиевского полка. Произведен в полковники 15 октября 1918 года. Временно командовал Гундоровским полком с 1 февраля по 19 марта 1919 года. В 1920 году — в 7-м Донском казачьем полку, затем в 10-м Донском казачьем полку. Был награждён орденом Св. Николая Чудотворца.
Осенью 1925 года — в составе Гундоровского полка в Болгарии. В годы Второй мировой войны служил в Русском корпусе, сформированном в Югославии. В 1943 году — командир 9-й сотни 3-го батальона 1-го полка (в чине гауптмана). Дальнейшая судьба неизвестна.

## Награды
- Орден Святой Анны 4-й ст. с надписью «за храбрость» (ВП 22.01.1915)
- Орден Святого Станислава 3-й ст. с мечами и бантом (ВП 22.01.1915)
- Орден Святой Анны 2-й ст. с мечами (ВП 30.06.1915)
- Орден Святого Владимира 4-й ст. с мечами и бантом (ВП 2.08.1915)
- Орден Святой Анны 3-й ст. с мечами и бантом (ВП 17.01.1916)
- Орден Святого Станислава 2-й ст. с мечами (ВП 8.04.1916)
- Орден Святого Владимира 3-й ст. с мечами (Приказ Всевеликому войску Донскому № 429, 6 марта 1919)
- Орден Святителя Николая Чудотворца (Приказ Главнокомандующего № 239, 10 июля 1921)
- старшинство в чине подъесаула с 18 августа 1914 года (ВП 29.06.1916)